# Harutyun Vardanyan
Harutyun Tigranovich Vardanyan - em armênio, Հարություն Տիգրանովիչ Վարդանյան (Gyumri, 5 de dezembro de 1970) é um ex-futebolista e treinador de futebol armênio que jogava como zagueiro.

## Carreira
Estreou profissionalmente em 1989 no Shirak, clube de sua cidade natal e onde também atuou por mais jogos (225 partidas) e onde venceu 3 vezes o Campeonato Armênio e uma Supercopa, além de ter sido eleito o futebolista armênio do ano em 1997.
Porém, foi na Suíça que jogou a maior parte de sua carreira, defendendo Lausanne Sports, Young Boys, Servette, FC Aarau (durante sua passagem, sofreu uma lesão grave num amistoso contra o FC Seoul e ficou mais de 6 meses fora dos gramados) e Biel-Bienne, onde se aposentou dos gramados em 2007. Atuou também na Alemanha, vestindo a camisa do Fortuna Köln na temporada 1999–00.
Desde 2016, Vardanyan treina a seleção da Armênia Ocidental, que não é membro da FIFA nem da UEFA.

## Seleção Armênia
Vardanyan estreou pela Seleção Armênia em maio de 1994, num amistoso contra os Estados Unidos. O único gol do zagueiro pela equipe foi em setembro de 1997, contra a Albãnia.
Sua última partida internacional foi contra a Romênia, em novembro de 2004, pelas eliminatórias da Copa de 2006, embora tivesse figurado em outras 3 convocações em 2005.

## Vida pessoal
Em 2010, Vardanyan mudou-se para a França, onde é proprietário de um café na cidade de Mont-de-Marsan.

## Títulos
Gyumri
- Campeonato Armênio: 1992, 1994, 1995
- Supercopa da Armênia: 1996

Lausanne Sports
- Copa da Suíça: 1998–99

### Individuais
- Futebolista Armênio do Ano: 1997